# يخت

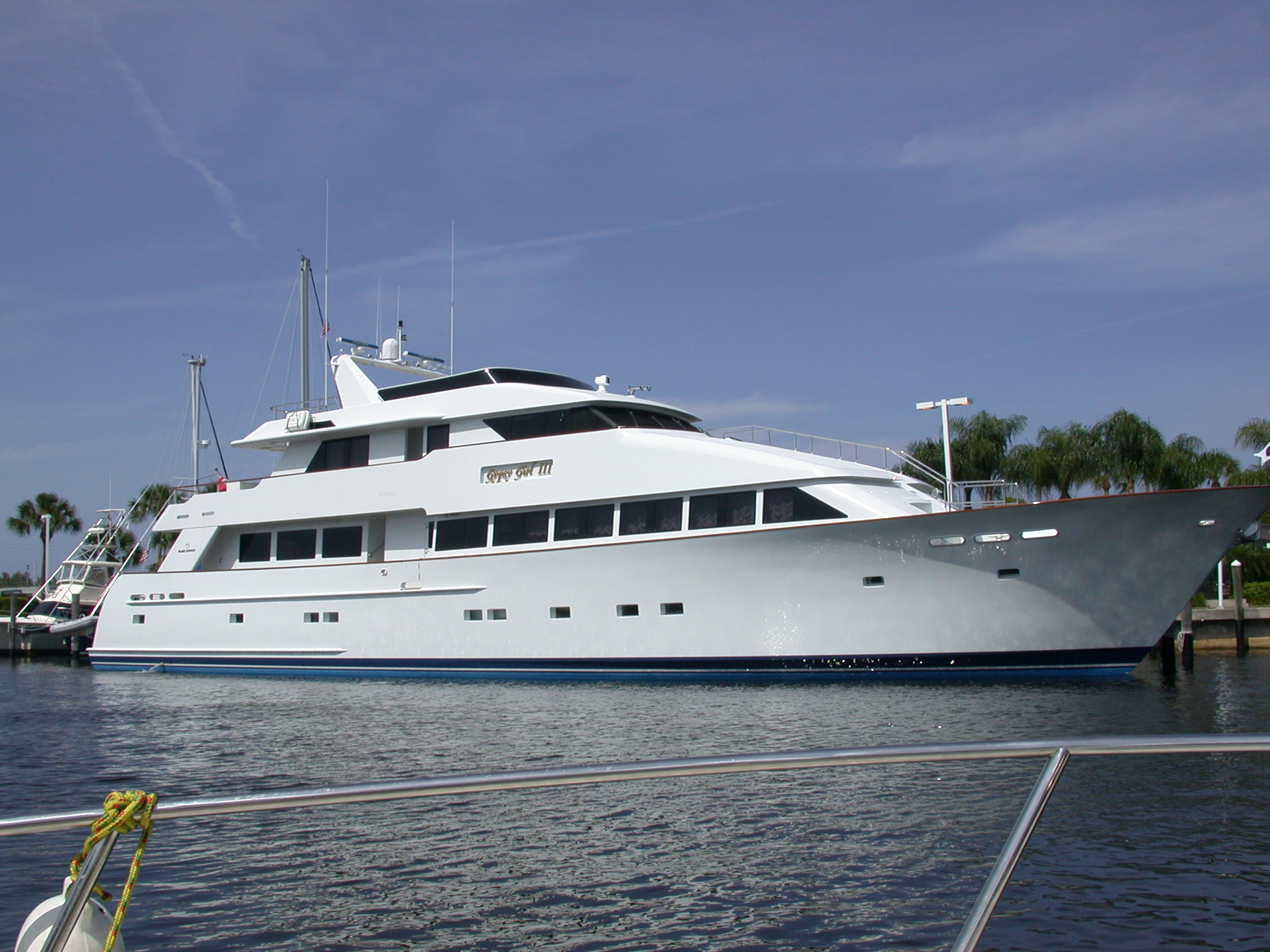
يخت ذو محرك.

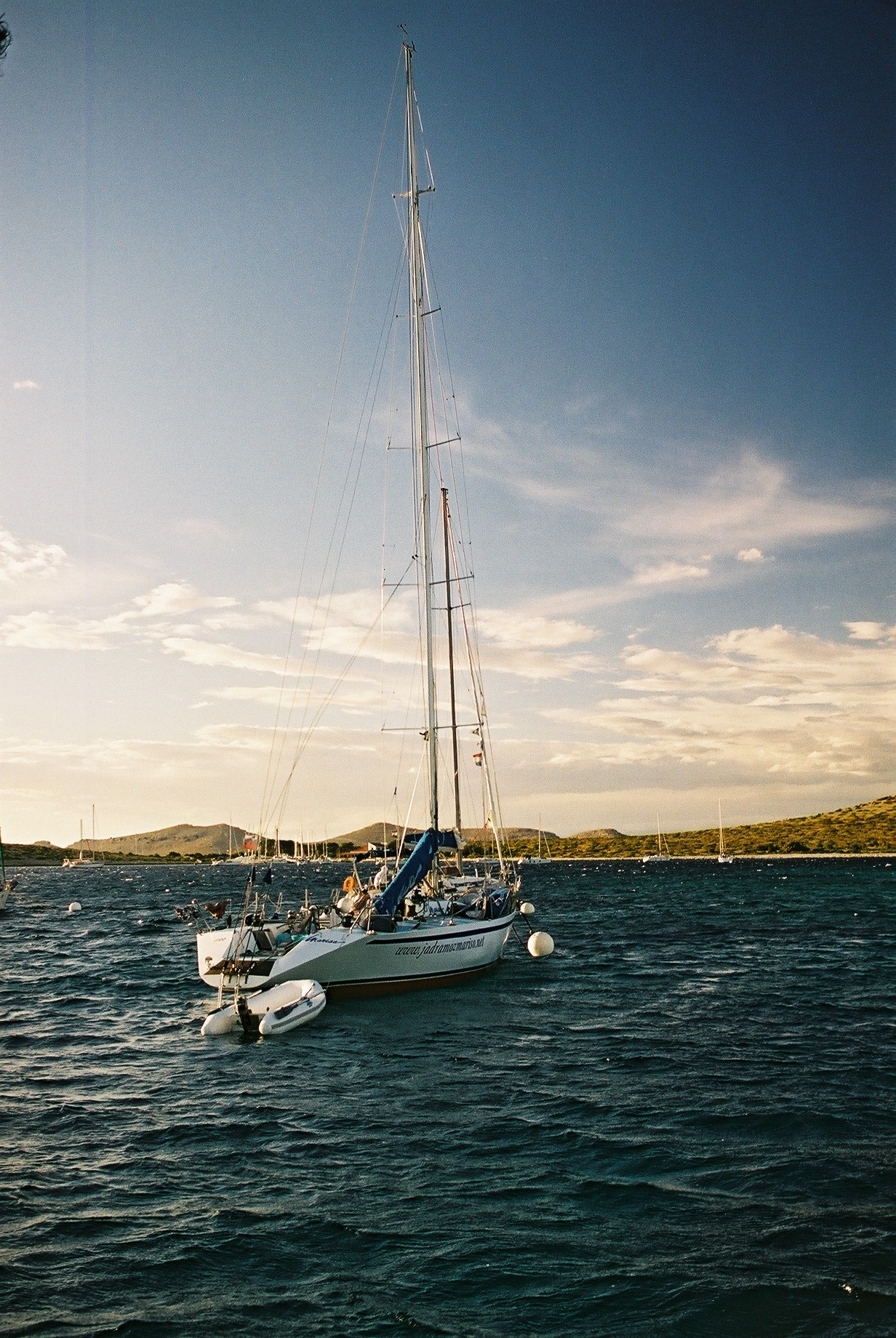
يخت ذو شراع.

اليخت أو الطراد هو قارب، عادة ما يكون صغيرا، جاء الاسم «يخت» من الألمانية والتي تعني «قارب» ويستخدم للترويح (الاسترخاء). يشمل اليخت أي نوع من المراكب، بدءًا من مركب شراعي صغير إلى سفينة بخارية عابرة للمحيطات. بدأ إنشاء اليخوت الحديثة في هولندا، حيث أطلق عليها اسم زوارق اليخت أو زوارق الصيد.بعد اختياره من قبل تشارلز الثاني ليسافر من انكلترا إلى هولندا لغرض النقاهة في عام1660، وأصبح بعد ذلك يرمز إلى مركب ينقل الأشخاص المهمين.
طول اليخت من 10أمتار (33قدم)إلى عشرات الأمتار (مئات الأقدام).اليخت الفاخر الأصغر من 12 متر (39قدم)هو أكثر شيوعاً ويدعى الطراد السريع أو الطراد.الطراد السريع يشير إلى أي يخت طوله (شراعي أو بمحرك)فوق 24متر (79قدم) واليخت الكبير يشير إلى أي يخت فوق 50متر (164قدم).هذا الحجم هو صغير نسبيأ بالمقارنة مع السفن السياحية وناقلات النفط.

## الصناعة
حتى عام 1960، كانت كل اليخوت تقريباً تصنع من الخشب، لكن اليوم تصنع من مواد مختلفة، بالرغم من أن بدن السفينة مازال يصنع من الخشب.أكثر المواد شائعة في صناعة اليخوت هي لدائن مدعمة بألياف زجاجية، يتبعها الألمنيوم، الفولاذ، ألياف الكربون.

## مقالات ذات صلة
- قائمة أكبر يخوت في العالم.
- يخت العزام (أكبر يخت في العالم).